# Corrado Zorzin
Corrado Zorzin (Pieris, 1º dicembre 1921 – Monfalcone, 31 marzo 1987) è stato un calciatore italiano, di ruolo difensore.

## Carriera
Esordisce nel Pieris, da cui lo preleva il Piacenza, in Serie C. Nel 1942 viene acquistato dal Savona, con cui disputa due stagioni a cavallo della guerra, debuttando in Serie B.
Nel 1946 passa alla Triestina, con cui esordisce in Serie A il 22 settembre di quell'anno sul campo del Torino. Nella stagione di esordio colleziona 20 presenze nella massima serie, e i giuliani retrocedono in Serie B; tuttavia, a fine stagione la Triestina viene ripescata, e Zorzin rimane in forza agli alabardati anche nel campionato di Serie A 1947-1948, disputando tutte le 38 partite e contribuendo al raggiungimento del secondo posto sotto la guida di Nereo Rocco.
Nel 1953, dopo 185 presenze con la Triestina, scende in Serie B, indossando la casacca del Padova. Nella stagione successiva i veneti di Nereo Rocco conquistano la promozione in Serie A: Zorzin gioca da titolare, realizzando 6 reti (record personale) in 32 partite, tra cui la doppietta su rigore nella sfida decisiva contro il Legnano. Riconfermato anche nella massima serie, disputa gli ultimi 13 incontri con la casacca biancoscudata, prima trasferirsi alla Mestrina, con 34 presenze nel campionato di Serie C 1956-1957.
Nell'estate 1957 è coinvolto in un tentativo di corruzione legato alla partita Padova-Legnano del campionato 1954-1955, conosciuto come caso Padova, e viene squalificato per due anni, terminando così la propria carriera.
Ha collezionato complessivamente 197 presenze e 8 reti in massima serie, e 97 presenze con 12 reti in Serie B.